# Blogue colaborativo
Os blogues colaborativos (ou blogues coletivos) são blogues que são escritos por mais do que um autor. Geralmente, são pessoas que têm algo em comum - um partido ou ideologia política, um clube, uma religião, ou apenas gostos e interesses comuns. Há também casos em que, mesmo não tendo nada em comum, grupos de pessoas juntam-se em blogues coletivos para exercerem o seu gosto pela escrita.
Nos anos recentes, a blogosfera tem visto a emergência e crescimento em popularidade de esforços colectivos. Isto acontece para reduzir a pressão de manter um website popular ou para atrair mais leitores.

## Tipos
Embora cada blog colaborativo seja único, podem ser usualmente colocados em duas categorias principais

### Apenas por convite
É um tipo de blog colaborativo em que o fundador selecciona pessoalmente um pequeno grupo de co-blogueiros, convidando-os a contribuírem para o seu blog. Normalmente este tipo de blog colaborativo centra-se num único interesse comum.
Por exemplo, em Julho de 2003, Chris Bertram criou o Crooked Timber, um blog colaboativo apenas por convite frequentado por blogueiros estabelecidos e académicos como Kieran Healy, Ted Barlow e Henry Farrell, começaram com o post introdutório:

Crooked Timber is a cabal of philosophers, politicians manque, would-be journalists, sociologues, financial gurus, dilletantes [sic] and flaneurs who have assembled to bring you the benefit of their practical and theoretical wisdom on matters historical, literary, political, philosophical, economic, sociological, cultural, sporting, artistic, cinematic, musical, operatic, comedic, tragic, poetic, televisual etc. etc., all from perspectives somewhere between Guy Debord, Henry George and Dr Stephen Maturin. We hope you’ll enjoy the show.

Uma variação do blogue apenas por convite é um em que o blogueiro fundador convida todos os blogueiros de um tópico particular para contribuirem, sendo que os posts resultantes são também editados. Tais blogs foram criados, por exemplo, pela Online Media e também a Domain Experts em tópicos com o empreendedorismo, mineração de dados e ambiente. Exemplos  são http://www.sas.com/blogs e Social Media Today

### Convite aberto
Os blogs colaborativos por convite aberto permitem que qualquer utilizador se registe, providenciando acesso imediato. Um blog conhecido deste tipo é o DailyKos, um blog colaborativo de esquerda política fundado em 2002 por Markos Moulitsas.  DailyKos permite que os blogueiros tenham a oportunidade de colocarem as suas opiniões no site sem aprovação prévia do conteúdo.
Este tipo de blogs tem sucesso na medida em que a comunidade é capaz de se ver livre de trolls, spammers e outros utilizadores problemáticos. Tal como os fóruns online, a natureza acessível do site colaborativo é protegido por moderadores que agem rapidamente ao sinal de problemas com o spam, entre outros.

## Vantagens

### Para os blogueiros
Nos anos recentes a blogosfera viu a emergência de muitos novos blogs colaborativos apenas por convite, cada um aceitando as contribuições de um grupo de blogueiros estabelecidos. A pressão de manter um blog individual popular por um período de tempo extenso, pode ser elevada, pelo que houve a tendência de se estabelecerem blogs colaborativos que diminuem a pressão individual.
Um exemplo conhecido deste fenómeno pode ser encontrado no Protein Wisdom, um blog popular escrito por Jeff Goldstein. Um incidente publicitado no qual Goldstein foi hostilizado por Deborah Frisch (docente na Universidade do Arizona), fez com que refizesse o Protein Wisdom como site colaborativo, tendo ele próprio de retirado parcialmente. Hoje em dia, Goldstein é blogueiro no Protein Wisdom e também no blog colaborativo Pajamas Media.
Os blogs colaborativos, especialmente os de convite aberto, permitem que pessoas sem site pessoal ou que tenham sites pouco visitados, tenham a oportunidade de apresentar as suas ideias a uma maior audiência.

### Para os leitores
Uma vantagem para os leitores de blogs colaborativos é o simples facto de o esforço colaborativo permitir um site com actualizações mais frequentes. Não é pouco usual encontrarem-se blogs que publicam novo material 24 horas por dia, permitindo aos leitores a oportunidade de ler novo material numa base quase constante.

## Popularidade
Nos anos recentes, a popularidade dos blogues colaborativos aumentou substancialmente. De facto, sete dos dez blogues de topo no N.Z. Bear's Blog Ecosystem, emprega colaboração de algum tipo [números na data de acesso ao site].
Em conjunção com o crescimento dos blogs colaborativos tradicionais, os últimos dois anos viram a emergir um tipo de colaboração profissional: profissionais, comentadores pagos (como o The Huffington Post) ou blogueiros proeminentes engajados em esquemas de partilha de lucros (Pajamas Media).
Alguns sites também usam a aproximação de blogs colaborativos para construir um modelo de negócio à volta de comunidades centradas em conteúdo. Exemplos são MarketingProfs e Social Media Today LLC, que construiu  e gere patrocinados, independentes editorialmene, como MyVenturepad, The Customer Collective e SmartData Collective.